# Leghe della Mongolia Interna
Le leghe della Mongolia Interna (盟S, méngP) sono un livello di suddivisione amministrativa della Mongolia Interna, una regione autonoma della Cina. In particolare le leghe sono associate al secondo livello di suddivisione amministrativa, ovvero al livello di prefettura. Le leghe sono quindi equivalenti alle prefetture in Mongolia Interna.
Il nome deriva da un'unità amministrativa utilizzata ai tempi della dinastia Qing in quell'area geografica. 
Le leghe sono a loro volta suddivise in bandiere, che equivalgono al livello di contee.

## Leghe attuali
Le leghe della Mongolia Interna sono tre:
- Lega di Xing'an;
- Lega di Xilin Gol;
- Lega dell'Alxa.

A queste leghe, in Mongolia Interna, si aggiungono, sempre a livello di prefettura, nove città-prefettura, che vanno a costituire globalmente le dodici suddivisioni di secondo livello della regione.